# Neurotmese
Neurotmese é um trauma físico envolvendo o sistema nervoso periférico, com ruptura parcial ou completa do axónio e das fibras nervosas e nervos vinculadas.
O grau mais extremo de neurotmese é transsecção, embora a maioria das lesões neurotmeticas não produzem perda bruta de continuidade do nervo, mas sim, o rompimento interno da arquitetura do nervo suficiente para envolver perineuro e endoneuro, bem como os axônios e seus invólucros. Ele necessita de cirurgia, com recuperação imprevisível.